# Neuseeländische Cricket-Nationalmannschaft in Südafrika in der Saison 2007/08
Die Tour der neuseeländischen Cricket-Nationalmannschaft nach Südafrika in der Saison 2007/08 fand vom 8. November bis zum 2. Dezember 2007 statt. Die internationale Cricket-Tour war Bestandteil der Internationalen Cricket-Saison 2007/08 und umfasste zwei Tests, drei ODIs und ein Twenty20. Südafrika gewann die Test-Serie 2–0, die ODI-Serie 2–1 und die Twenty20-Serie 1–0.

## Vorgeschichte
Südafrika bestritt zuvor eine Tour in Pakistan, für Neuseeland war es nach dem ICC World Twenty20 2007 die erste Tour der Saison. Das letzte Aufeinandertreffen der beiden Mannschaften bei einer Tour fand in der Saison 2005/06 in Südafrika statt.

## Stadien
Für die Tour wurden folgende Stadien als Austragungsorte vorgesehen.
| Stadion                  | Stadt          | Kapazität | Spiele          |
| ------------------------ | -------------- | --------- | --------------- |
| Centurion Park           | Centurion      | 22.000    | 2. Test         |
| Sahara Stadium Kingsmead | Durban         | 25.000    | 1. ODI          |
| Wanderers Stadium        | Johannesburg   | 34.000    | 1. Test; 1. T20 |
| Newlands Cricket Ground  | Kapstadt       | 25.000    | 3. ODI          |
| Sahara Oval St George’s  | Port Elizabeth | 19.000    | 2. ODI          |

## Kaderlisten
Neuseeland benannte seinen Test-Kader am 26. September und seinen ODI-Kader am 23. Oktober 2007.
Südafrika benannte seinen Test-Kader am 2. November und seinen ODI-Kader am 20. November 2007.
| Test | Test | ODI | ODI | Twenty20 | Twenty20 |
| Südafrika | Neuseeland | Südafrika | Neuseeland | Südafrika | Neuseeland |
| --- | --- | --- | --- | --- | --- |
| - Graeme Smith (K) - Hashim Amla - Mark Boucher (wk) - Abraham de Villiers - Herschelle Gibbs - Paul Harris - Jacques Kallis - André Nel - Makhaya Ntini - Shaun Pollock - Ashwell Prince - Dale Steyn | - Daniel Vettori (K) - Shane Bond - Craig Cumming - Stephen Fleming - Peter Fulton - Mark Gillespie - Jamie How - Chris Martin - Michael Mason - Brendon McCullum (wk) - Kyle Mills - Iain O’Brien - Jacob Oram - Michael Papps - Jeetan Patel - Scott Styris - Ross Taylor - Lou Vincent | - Graeme Smith (K) - Johan Botha - Mark Boucher (wk) - Abraham de Villiers - Jean-Paul Duminy - Herschelle Gibbs - Jacques Kallis - Charl Langeveldt - Albie Morkel - André Nel - Makhaya Ntini - Vernon Philander - Shaun Pollock - Dale Steyn - Morne van Wyk | - Daniel Vettori (K) - Shane Bond - Craig Cumming - James Franklin - Mark Gillespie - Gareth Hopkins - Jamie How - Chris Martin - Michael Mason - Brendon McCullum (wk) - Kyle Mills - Jacob Oram - Jeetan Patel - Scott Styris - Ross Taylor - Lou Vincent | - Graeme Smith (K) - Johan Botha - Mark Boucher (wk) - Abraham de Villiers - Jean-Paul Duminy - Herschelle Gibbs - Jacques Kallis - Charl Langeveldt - Albie Morkel - André Nel - Makhaya Ntini - Vernon Philander - Shaun Pollock - Dale Steyn | - Daniel Vettori (K) - Shane Bond - James Franklin - Mark Gillespie - Gareth Hopkins (wk) - Jamie How - Chris Martin - Michael Mason - Brendon McCullum (wk) - Kyle Mills - Jacob Oram - Jeetan Patel - Mathew Sinclair - Scott Styris - Ross Taylor - Lou Vincent |

## Tests

### Erster Test in Johannesburg
| 8. – 12. November Scorecard | Johannesburg | Südafrika 226 (74.3) & 422-3d (126) | – | Neuseeland 118 (41.3) & 172 (51) |
|                             |              | Südafrika gewinnt mit 358 Runs      |   |                                  |

### Zweiter Test in Centurion
| 16. – 20. November Scorecard | Centurion | Neuseeland 188 (56.4) & 136 (34.3) | – | Südafrika 383 (97.3) |
|                              |           | Südafrika gewinnt mit 59 Runs      |   |                      |

## Twenty20 International in Johannesburg
| 23. November Scorecard | Johannesburg | Neuseeland 129-7 (20)           | – | Südafrika 131-7 (19.5) |
|                        |              | Südafrika gewinnt mit 3 Wickets |   |                        |

## One-Day Internationals

### Erstes ODI in Durban
| 25. November Scorecard | Durban | Neuseeland 248-6 (50)           | – | Südafrika 249-8 (49.5) |
|                        |        | Südafrika gewinnt mit 2 Wickets |   |                        |

### Zweites ODI in Port Elizabeth
| 25. November Scorecard | Port Elizabeth | Südafrika 209-9 (50)             | – | Neuseeland 210-3 (38.4) |
|                        |                | Neuseeland gewinnt mit 7 Wickets |   |                         |

### Drittes ODI in Kapstadt
| 2. Dezember Scorecard | Kapstadt | Neuseeland 238-8 (50)           | – | Südafrika 242-5 (45.2) |
|                       |          | Südafrika gewinnt mit 5 Wickets |   |                        |

## Statistiken
Die folgenden Cricketstatistiken wurden bei dieser Tour erzielt.
| Tests            | Tests      | Tests   | Tests   | Tests   | Tests   | Tests   | Tests   | Tests   |
| Batting          | Batting    | Batting | Batting | Batting | Batting | Batting | Batting | Batting |
| Spieler          | Mannschaft | Spiele  | Innings | Runs    | Average | HS      | 100s    | 50s     |
| ---------------- | ---------- | ------- | ------- | ------- | ------- | ------- | ------- | ------- |
| Jacques Kallis   | Südafrika  | 2       | 3       | 346     | 115,33  | 186     | 2       | 0       |
| Hashim Amla      | Südafrika  | 2       | 4       | 291     | 145,50  | 176*    | 2       | 0       |
| Stephen Fleming  | Neuseeland | 2       | 4       | 154     | 38,50   | 54      | 0       | 1       |
| Herschelle Gibbs | Südafrika  | 2       | 3       | 96      | 32,00   | 63      | 0       | 1       |
| Daniel Vettori   | Neuseeland | 2       | 4       | 78      | 39,00   | 46*     | 0       | 0       |
| Bowling          |            |         |         |         |         |         |         |         |
| Spieler          | Mannschaft | Spiele  | Overs   | Wickets | Average | BBI     | 5W      | 10W     |
| Dale Steyn       | Südafrika  | 2       | 56      | 20      | 9,20    | 6/49    | 3       | 2       |
| Makhaya Ntini    | Südafrika  | 2       | 54.4    | 6       | 30,00   | 3/47    | 0       | 0       |
| Chris Martin     | Neuseeland | 2       | 63.3    | 6       | 33,83   | 3/67    | 0       | 0       |
| Jacques Kallis   | Südafrika  | 2       | 23      | 5       | 15,80   | 2/11    | 0       | 0       |
| Shane Bond       | Neuseeland | 1       | 33      | 5       | 26,60   | 4/73    | 0       | 0       |
| Mark Gillespie   | Neuseeland | 1       | 30      | 5       | 27,20   | 5/136   | 1       | 0       |

| ODIs             | ODIs       | ODIs    | ODIs    | ODIs    | ODIs    | ODIs    | ODIs    | ODIs    |
| Batting          | Batting    | Batting | Batting | Batting | Batting | Batting | Batting | Batting |
| Spieler          | Mannschaft | Spiele  | Innings | Runs    | Average | HS      | 100s    | 50s     |
| ---------------- | ---------- | ------- | ------- | ------- | ------- | ------- | ------- | ------- |
| Jamie How        | Neuseeland | 3       | 3       | 181     | 60,33   | 90      | 0       | 2       |
| Scott Styris     | Neuseeland | 3       | 3       | 124     | 62,00   | 60      | 0       | 1       |
| Brendon McCullum | Neuseeland | 3       | 3       | 121     | 40,33   | 81      | 0       | 1       |
| Herschelle Gibbs | Südafrika  | 2       | 2       | 119     | 59,50   | 119     | 1       | 0       |
| Mark Boucher     | Südafrika  | 3       | 3       | 109     | 109,00  | 48      | 0       | 0       |
| Bowling          |            |         |         |         |         |         |         |         |
| Spieler          | Mannschaft | Spiele  | Overs   | Wickets | Average | BBI     | 5W      | 10W     |
| Kyle Mills       | Neuseeland | 3       | 28      | 9       | 11,33   | 5/25    | 1       | 0       |
| Daniel Vettori   | Neuseeland | 3       | 30      | 5       | 21,80   | 3/33    | 0       | 0       |
| Andre Nel        | Südafrika  | 3       | 28      | 4       | 41,00   | 3/46    | 0       | 0       |
| Charl Langeveldt | Südafrika  | 2       | 18      | 3       | 28,66   | 2/46    | 0       | 0       |
| Mark Gillespie   | Neuseeland | 3       | 27      | 3       | 54,33   | 3/55    | 0       | 0       |

| Twenty20       | Twenty20   | Twenty20 | Twenty20 | Twenty20 | Twenty20 | Twenty20 | Twenty20 | Twenty20 |
| Batting        | Batting    | Batting  | Batting  | Batting  | Batting  | Batting  | Batting  | Batting  |
| Spieler        | Mannschaft | Spiele   | Innings  | Runs     | Average  | HS       | 100s     | 50s      |
| -------------- | ---------- | -------- | -------- | -------- | -------- | -------- | -------- | -------- |
| AB de Villiers | Südafrika  | 1        | 1        | 52       |          | 52*      | 0        | 1        |
| JP Duminy      | Südafrika  | 1        | 1        | 33       | 33,00    | 33       | 0        | 0        |
| Kyle Mills     | Neuseeland | 1        | 1        | 33       |          | 33*      | 0        | 0        |
| Scott Styris   | Neuseeland | 1        | 1        | 30       | 30,00    | 30       | 0        | 0        |
| Lou Vincent    | Neuseeland | 1        | 1        | 15       | 15,00    | 15       | 0        | 0        |
| Bowling        |            |          |          |          |          |          |          |          |
| Spieler        | Mannschaft | Spiele   | Overs    | Wickets  | Average  | BBI      | 5W       | 10W      |
| Shaun Pollock  | Südafrika  | 1        | 4        | 3        | 9,33     | 3/28     | 0        | 0        |
| Jeetan Patel   | Neuseeland | 1        | 4        | 2        | 8,50     | 2/17     | 0        | 0        |
| Albie Morkel   | Südafrika  | 1        | 4        | 2        | 14,50    | 2/29     | 0        | 0        |
| Scott Styris   | Neuseeland | 1        | 1        | 1        | 4,00     | 1/4      | 0        | 0        |
| Dale Steyn     | Südafrika  | 1        | 4        | 1        | 17,00    | 1/17     | 0        | 0        |
| Johan Botha    | Südafrika  | 1        | 4        | 1        | 19,00    | 1/19     | 0        | 0        |
| Mark Gillespie | Neuseeland | 1        | 4        | 1        | 22,00    | 1/22     | 0        | 0        |
| Daniel Vettori | Neuseeland | 1        | 4        | 1        | 24,00    | 1/24     | 0        | 0        |
| Kyle Mills     | Neuseeland | 1        | 3.5      | 1        | 34,00    | 1/34     | 0        | 0        |

## Player of the Series
Als Player of the Series wurden die folgenden Spieler ausgezeichnet.
| Serie | Player of the Series |
| ----- | -------------------- |
| Test  | Dale Steyn           |
| ODI   | Kyle Mills           |

### Player of the Match
Als Player of the Match wurden die folgenden Spieler ausgezeichnet.
| Spiel   | Player of the Match        |
| ------- | -------------------------- |
| 1. Test | Dale Steyn                 |
| 2. Test | Dale Steyn                 |
| 1. T20  | AB de Villiers             |
| 1. ODI  | AB de Villiers             |
| 2. ODI  | Jamie How Brendon McCullum |
| 3. ODI  | Herschelle Gibbs           |